# Carmen Baroja
Carmen Baroja y Nessi (Pamplona, 10 de desembre de 1883 – Madrid, 4 de juny de 1950) va ser una escriptora i etnòloga espanyola, germana dels també escriptors Pío i Ricardo Baroja, mare de l'antropòleg Julio Caro Baroja i del director de cinema i escriptor Pío Caro Baroja.

## Biografia
Va néixer al carrer Nou, número 30, de Pamplona, filla d'un enginyer de mines. Després de residir a Pamplona, València, Burjassot, Zestoa i Sant Sebastià, es va traslladar a viure amb la seva família a Madrid. Es va dedicar a l'orfebreria, l'etnografia i al folklore, i va escriure articles sobre aquestes matèries (molts d'ells sota el pseudònim de «Vera de Alzate»), catàlegs i diversos llibres. Amb el seu germà Pío va emprendre, almenys, dos viatges d'estudis per Anglaterra i França, abans de casar-se amb l'editor Rafael Caro Raggio; en tornava amb esbossos, material i instruments de treball comprats a París. A Madrid, va compartir taller amb el seu germà Ricardo, amb qui també estudiava i discutia les diferents tècniques de treball per als seus dissenys d'orfebreria.
Les dificultats socials i econòmiques que va haver d'encarar no li van impedir desenvolupar-se com la dona culta i avançada al seu temps que era. Va participar activament en la fundació del Lyceum Club Femení, presidit per María de Maeztu, al qual acudien, entre d'altres, Zenobia Camprubí, Elena Fortún, Concha Méndez, Clara Campoamor, María Teresa León o Victoria Kent, en el qual no va haver-hi intel·lectual, metge o artista que no donés una conferència.
La Guerra Civil la va separar del seu marit durant tota la contesa, aïllat a Madrid en la seva impremta, però ho va perdre tot i va haver de reingressar a la seva antiga ocupació a Correus per sobreviure; va morir el 1943. Dels quatre fills del matrimoni, només van sobreviure Julio i Pío. Els altres dos, Ricardo i Carmen, nascuts després de Julio, havien mort de molt petits. Carmen va morir el 1950.
Alguns dels seus versos van ser publicats en el llibre Tres Barojas. Poemas (Pamplona, Pamiela, 1995). Va ser autora també de contes infantils, com el titulat Martinito el de la casa grande (1942; reeditat a Madrid, Castalia, 1999). Entre els seus llibres etnogràfics destaquen El Encaje en España (Barcelona: Labor, 1933) i Joyas populares y amuletos (1949), que va quedar inèdit. El seu llibre més conegut és el llibre de memòries Recuerdos de una mujer de la generación del 98 (Barcelona: Tusquets, 1998) editades per Amparo Hurtado Díaz, i on apareixen diversos integrants de la Generació del 98, les dones del seu temps, els membres de la seva família i altres personatges de la cultura i l'art.
En 1926 va engegar el grup de teatre de cambra El mirlo blanco al saló de la seva casa familiar, al costat de la intel·lectual i pintora Carmen Monné, cunyada seva. Va compartir aquest projecte amb els seus germans i amics, entre els quals Valle Inclán, Azorín i Manuel Azaña. Les seves amigues Isabel Oyarzábal i Magda Donato hi van estrenar Amor de don Perlimplín con Belisa en su jardín, en una adaptació que va fer Federico García Lorca de la seva obra per al teatre de cambra.

## Obra
- Recuerdos de una mujer de la generación del 98 (Barcelona: Tusquets, 1998).
- Tres Barojas. Poemas (Pamplona: Pamiela, 1995).
- Joyas populares y amuletos (1949).
- Martinito el de la casa grande (1942).
- El arte del encaje (1942)
- El encaje en España (Barcelona: Labor, 1933).